# Mikołaj Radziwiłł Czarny

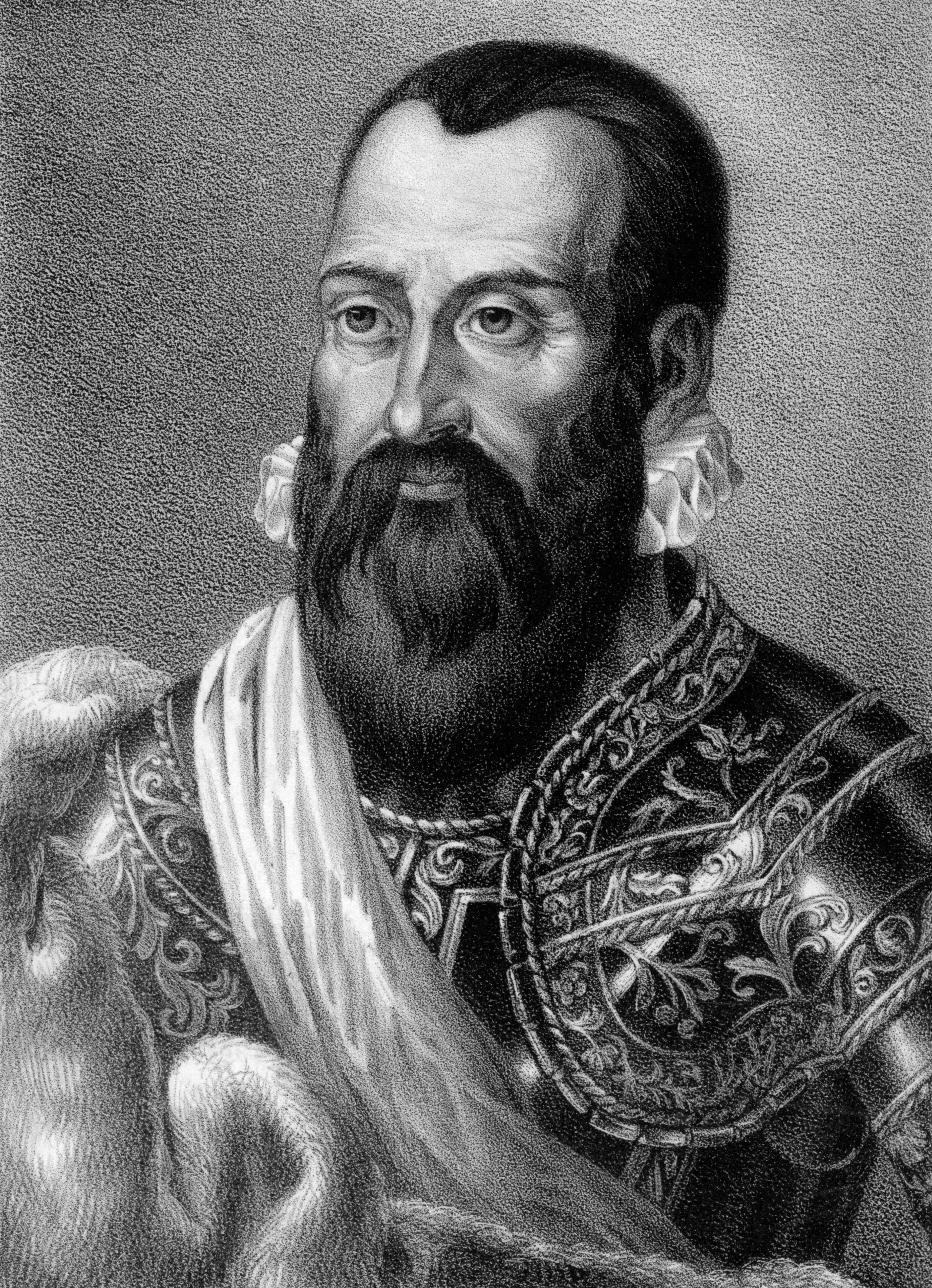
Nikolaus Radziwill, Großmarschall und Großkanzler von Litauen, Wojewode von Vilnius

Mikołaj Radziwiłł (Nikolaus Radziwill genannt Czarny, d. h. der Schwarze, litauisch Mikalojus Radvila Juodasis, polnisch Mikołaj Krzysztof Radziwiłł Czarny; * 4. Februar 1515 in Nieśwież, Großfürstentum Litauen; † 28. Mai 1565 in Vilnius, Großfürstentum Litauen) war Kanzler und Landmarschall von Litauen und damit der wichtigste Politiker des Großfürstentums. Er war auch der wichtigste Förderer des Calvinismus in Litauen.

## Leben

### Herkunft und Jugend
Mikołaj Radziwiłł war ein Sohn des litauischen Großmarschalls Jan (Johann) Radziwiłł des Bärtigen und seiner Frau Anna geb. Kiszka. In seiner Jugend hielt er sich häufig in Krakau auf, oft am Königshof. Dort wurde er zum Vertrauten des Thronfolgers Sigismund August.

### Politische Ämter

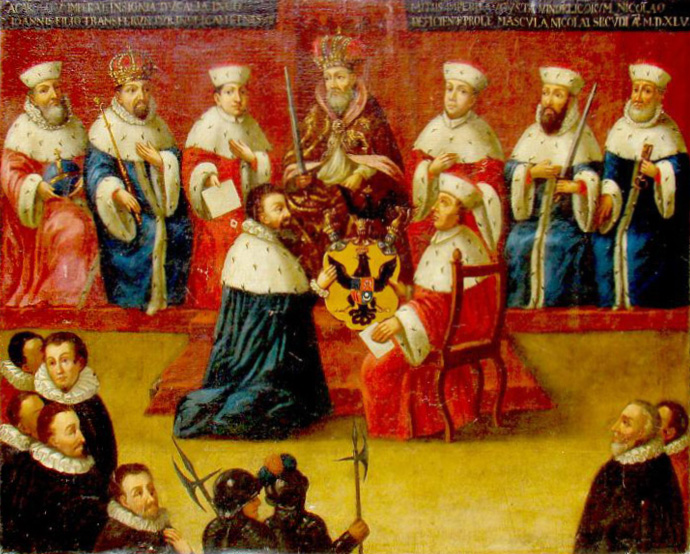
Nikolaus Radziwiłł wird zum Reichsfürsten erhoben, Gemälde aus dem 17. Jahrhundert

Nachdem dieser 1544 zum Großfürsten von Litauen ernannt worden war, machte er Radziwiłł zum Landmarschall. Dieser unterstützte den Großfürsten als einer der wenigen Adligen bei dessen umstrittener Heirat mit Barbara Radziwiłł 1547.
In jenem Jahr wurde Nikolaus Radziwiłł zum Reichsfürsten durch Kaiser Karl V. ernannt. Er begleitete den neuen polnischen König Sigismund August seit 1548 bei diplomatischen Missionen und bei Kriegszügen gegen Tataren und Russen.
Radziwiłł war der engste Vertraute des Königs und wurde von diesem 1550 zum Kanzler von Litauen und 1551 zum Woiwoden von Wilna ernannt.

### Unterstützer des Protestantismus

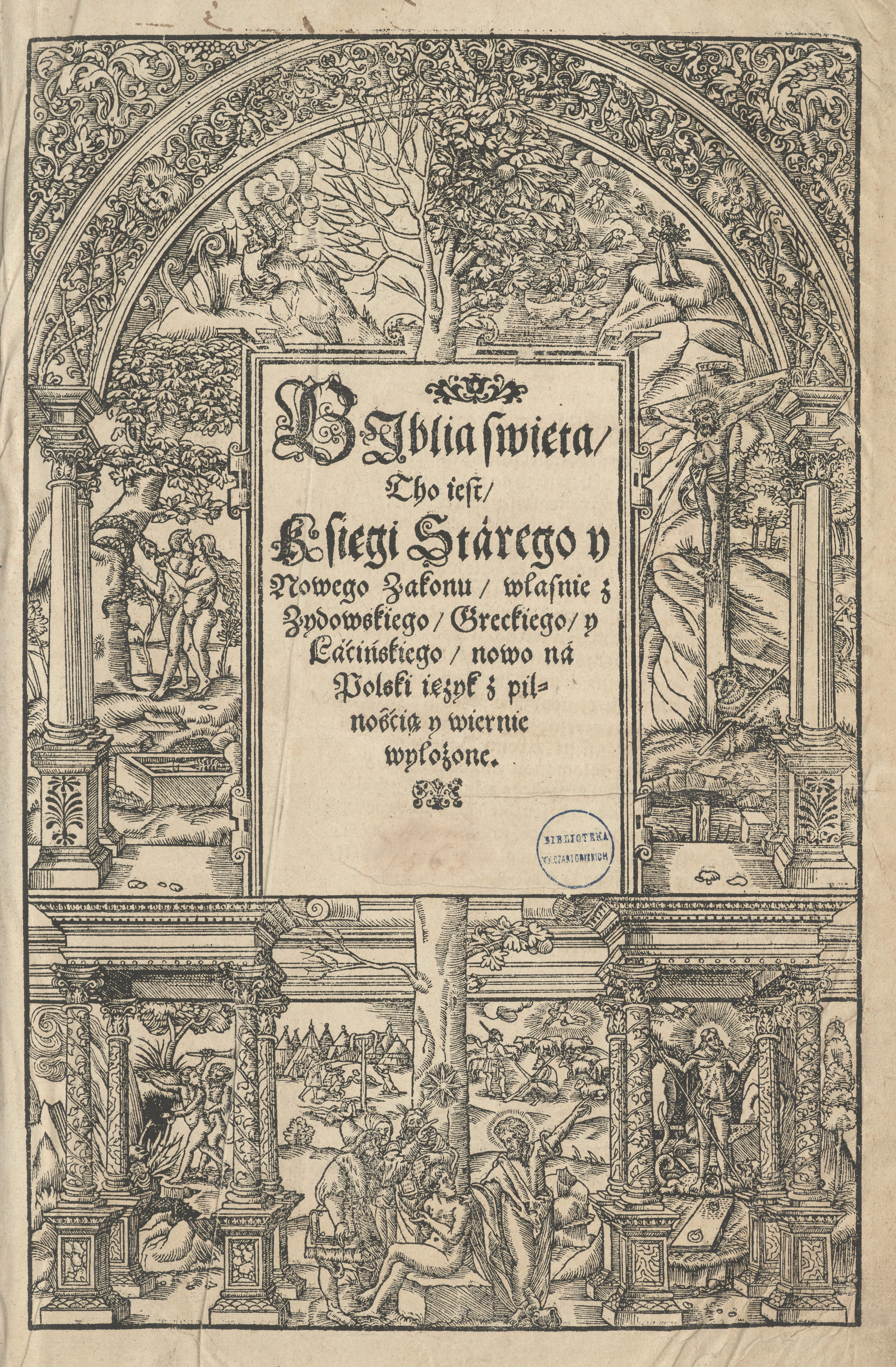
Brester Bibel, 1563

Erst seit dieser Zeit bekannte sich Radziwiłł offen zum evangelischen Glauben. Auf seinen Gütern wurden die Gottesdienste nach lutherischem Ritus gehalten. 1553 gründete er eine Druckerei in Brest, die für die Verbreitung protestantischen Gedankenguts in Litauen von großer Bedeutung war. Etwa seit dieser Zeit wandte er sich dem Calvinismus (reformiertes Bekenntnis) zu und korrespondierte ab 1555 mit Johannes Calvin. Er wurde zum wichtigsten Förderer reformierter Gemeinden in Litauen.
1561 gelang es dem Landmarschall und Kanzler Radziwiłl, Livland in das Großherzogtum Litauen einzugliedern.
Vor allem durch Kontakte mit Giorgio Biandrata wandte er sich um diese Zeit der antitrinitarischen Strömung des Protestantismus zu und ermöglichte die Bildung einer eigenen Kirche der Polnischen Brüder auf einem seiner Güter. 1563 veranlasste und finanzierte er die erste evangelische Übersetzung der Bibel in die polnische Sprache aus den Originalsprachen Hebräisch und Griechisch, die Brester Bibel (auch Radziwiłł-Bibel genannt).
Fürst Radziwiłł war ein strikter Gegner einer Union Litauens mit Polen (die jedoch 1569, vier Jahre nach seinem Tod, beschlossen wurde).

## Nachkommen
Radziwiłłs Söhne, darunter Mikołaj Krzysztof Radziwiłł, kehrten später zum Katholizismus zurück und unterstützten die Politik der Gegenreformation von König Sigismund III. Wasa.